# Бассо, Лелио
Лелио Бассо (25 декабря 1903 — 16 декабря 1978) — деятель итальянского демократического социалистического движения, юрист, журналист, публицист и исследователь.

## Ранняя жизнь
Лелио Бассо родился в Варацце (в провинции Савона) в семье либеральной буржуазии. В 1916 году он с семьей переехал в Милан, где учился в лицее. Получил высшее юридическое и философское образование. В университете Павии защитил диссертацию о понятии свободы в марксистской мысли в 1925 году.
В 1923 году вступил в ряды к Итальянской социалистической партии (ИСП). Изучая марксистскую теорию, был близок к Пьеро Гобетти. Писал для Critica sociale, Il Caffè, Coscientia, Quarto Stato, Pietre и Аванти!
В апреле 1928 года Бассо был арестован фашистскими властями в Милане и интернирован на острове Понца, где он продолжил образование в области философии. Он вернулся в Милан в 1931 году и, практикуя в качестве адвоката, закончил диссертацию о Рудольфе Отто. В 1934 году возглавил Внутренний социалистический центр, где сотрудничал с Родольфо Моранди, Лусио Луцато и Эухенио Колорни. Эта деятельность была прервана заключением в лагере для интернированных в провинции Перуджа с 1939 года по 1940 год.

## От Сопротивления к Республике
В 1943—1945 годах — один из организаторов социалистического подполья в Северной Италии, оккупированной немецко-фашистскими захватчиками. Участвовал в учреждении Движения пролетарского единства 10 января 1943 года. После 25 июля (когда Бенито Муссолини был отстранен от власти) движение присоединилось к ИСП, сформировав Итальянскую социалистическую партию пролетарского единства, и Бассо стал одной из её ведущих фигур.
В 1945 году Лелио Бассо был избран вице-секретарём ИСППЕ, а в 1947—1948 годах, после откола правого крыла во главе с Джузеппе Сарагатом — секретарём ИСП. В 1950 году он не был переизбран из-за его оппозиционных взглядов на сталинистские тенденции в партии на тот момент.
В 1946 году стал депутатом итальянского учредительного собрания. Он был одним из 75 членов комиссии, подготовившей текст итальянской Конституции, и способствовало разработке статей 3 и 49 в частности. С 1946 по 1968, он последовательно избирался депутатом, а в 1972 и 1976 годах — сенатором.

## Левый социалист
С 1957 года вернулся в руководство партии, с 1959 года был одним из лидеров её левого крыла. В декабре 1963 года он сделал заявление от имени 24 членов меньшинства парламентской группы ИСП против первого «левоцентристского» правительства (во главе с Альдо Моро). За это был исключён из партии, а в январе 1964 года стал одним из основателей Итальянской социалистической партии пролетарского единства (1964) и членом её ЦК; в 1965—1968 годах был председателем ЦК ИСППЕ.

## Юрист
Видный адвокат, Лелио Бассо писал для ряда международных изданий в области юриспруденции. Он был известен всей Европе как адвокат по уголовным делам, и был членом трибунала Рассела — международного органа под председательством Бертран Рассел, рассматривавшего американские военные преступления во Вьетнаме. В 1973 году он работал над созданием второго трибунала Рассела для изучения репрессий со стороны диктаторских режимов в Латинской Америке.

## Учёный
Бассо — автор ряда работ на историко-политические и теоретические темы. С 1960 года он был доцентом социологии развивающихся стран в Римском университете. В качестве марксолога и переводчика работ Карла Маркса, он разработал оригинальный подход к социализму, опираясь на традицию демократической мысли в широком смысле (от французского Просвещения до австро-марксизма). Во время тюремного заключения, он тщательно штудировал произведения Розы Люксембург.